# Dith Pran
Dith Pran (em khmer: ឌិត ប្រន; 27 de setembro de 1942 — New Brunswick, 30 de março de 2008) foi um fotojornalista e tradutor do Camboja, conhecido por ter sido um refugiado e sobrevivente do genocídio cambojano. Foi tema do filme The Killing Fields (Os Gritos do Silêncio), sendo interpretado pelo ator Haing S. Ngor, que recebeu o Oscar de melhor ator coadjuvante por sua atuação.

## Carreira
Em 1975, Pran e o repórter do New York Times Sydney Schanberg estiveram no Camboja para cobrir a queda da capital Phnom Penh para o Khmer Vermelho. Schanberg e outros repórteres estrangeiros puderam deixar o país, mas Dith teve que permanecer. Enquanto os cambojanos eram forçados a trabalhar, Pran passou por subnutrição e tortura por quatro anos até escapar para a Tailândia em 1979. Ele cunhou o termo "campos da morte" para se referir aos corpos de vítimas que ele encontrou durante a sua rota de fuga. Entre seus parentes mortos na guerra no Camboja estavam seu pai, três irmãos e uma irmã.
A partir de 1980, Pran trabalhou nos Estados Unidos como fotojornalista de The New York Times. Também lutou para o reconhecimento das vítimas do genocídio cambojano.
Em 1985 tornou-se Embaixador da Boa Vontade do Alto Comissariado das Nações Unidas para Refugiados e fundou o Dith Pran Holocaust Awareness Project, com o objetivo de divulgar a história do regime do Khmer Vermelho.
Dith Pran faleceu em 30 de março de 2008, vítima de câncer pancreático diagnosticado três meses antes.

## Trabalhos
- Pran, Dith; DePaul, Kim (1997). Children of Cambodia's Killing Fields. [S.l.]: Yale University Press. ISBN 0300078730